# Doesus
Doesus is een geslacht van kevers uit de familie Vesperidae. De wetenschappelijke naam van het geslacht werd in 1862 gepubliceerd door Francis Polkinghorne Pascoe.

## Soorten
Doesus omvat de volgende soorten:
- Doesus taprobanicus Gahan, 1906
- Doesus telephoroides Pascoe, 1862